# American Fighter III – Die blutige Jagd
American Fighter III – Die blutige Jagd (Originaltitel: American Ninja 3: Blood Hunt) ist ein US-amerikanischer Actionfilm von Cedric Sundstrom aus dem Jahr 1989 mit David Bradley und Steve James in den Hauptrollen. Es handelt sich um die 1988 entstandene zweite Fortsetzung von American Fighter aus dem Jahr 1985.

## Handlung
Im Jahr 1979 wird während eines Überfalls auf ein Kampfsport-Turnier der Vater von Sean Davidson in Los Angeles von den Gangstern erschossen. Sean wächst in Japan bei Izumo, dem Freund seines Vaters, auf und wird von diesem zum Meister in der Kunst des Ninjutsu ausgebildet.
Zehn Jahre später lebt der Mörder als General Andreas auf der Südseeinsel Triana und veranstaltet ein internationales Karate-Turnier. Dr. Saxon, genannt Cobra, hat einen Virus als biologischen Kampfstoff entwickelt und verspricht dem General einen Test am „besten Kämpfer“. Bei der Anreise zum Turnier trifft Sean am Flughafen seinen alten, ebenfalls mit asiatischen Kampfsportarten vertrauten, Freund Curtis Jackson und Dexter. Im Auftrag von Dr. Saxon versucht die Kunoichi Chan Lee als Izumo verkleidet, Sean für das Experiment zu fangen. Trotz seines beherzten Einschreitens kann Sean nicht verhindern, dass der vermeintliche Izumo von Ninjas entführt wird. Sean, Jackson und Dexter können die Spur der Ninjas bis zu den East Bay-Laboren verfolgen.
Beim Versuch, den Innenminister von der Entführung zu unterrichten, erfährt Sean von Chan Lee, die als Sekretärin verkleidet ist, dass in den East Bay-Laboren angeblich Medikamente hergestellt werden. Mit einem motorisierten Drachen landet Sean auf dem Gelände des Labors, wird aber entdeckt und gefangen genommen. Dr. Saxon injiziert Sean den Virus und lässt ihn auf sein Schiff bringen. Nachdem Chan Lee, wieder als Sekretärin des Ministers verkleidet, versucht hat, Dr. Saxon zu erpressen, und knapp einem Mordanschlag entgeht, tut sie sich mit Jackson und Dexter zusammen. Als Sean von den Dreien befreit wird, erkennt er in General Andreas den Mörder seines Vaters und tötet ihn.
Die Vier dringen wieder in das Labor ein, um Sean das Gegenmittel gegen das Virus zu verabreichen. Dr. Saxon weiß, dass Chan Lee als Sekretärin verkleidet agiert, und lässt sie erschießen. Kraft seiner geistigen Stärke kann Sean sich selbst von dem Virus heilen und tötet Dr. Saxon. Der Minister lässt das Labor vom Militär stürmen und die verbliebenen Mitarbeiter und Ninjas gefangen nehmen.

## Deutsche Synchronfassung
| Darsteller      | Deutscher Sprecher | Rolle           |
| --------------- | ------------------ | --------------- |
| David Bradley   | Ronald Nitschke    | Sean Davidson   |
| Steve James     | Helmut Krauss      | Curtis Jackson  |
| Marjoe Gortner  | Klaus Jepsen       | Dr. Saxon/Cobra |
| Evan J. Klisser | Michael Christian  | Dexter          |
| Mike Huff       | Martin Keßler      | Dr. Holger      |
| Yehuda Efroni   | Jörg Döring        | General Andreas |
| Calvin Jung     | Hans Teuscher      | Izumo           |

## Kritik
Das Lexikon des internationalen Films meint, an dem Film sei „nur der (karibische) Schauplatz ungewohnt“. Darüber hinaus gäbe es nur „die üblichen Verfolgungsjagden und Kampfszenen im flotten, aber endlosen Wechsel, unterfüttert mit pseudophilosophischem Brimborium.“ Variety schrieb: „Nach diesem Film hat man das Bedürfnis, einen langen Urlaub von schwarzbemützten Kämpfern zu nehmen.“

## Hintergründe
Der Film wurde in Südafrika gedreht. Aus Protest gegen das Apartheid-Regime und um nicht auf Martial-Arts festgelegt zu werden, lehnte Michael Dudikoff die Mitarbeit an dem Film ab. Hinzu kam, dass Dudikoff parallel bereits an der Cannon-Films-Produktion River of Death – Fluß des Grauens arbeitete und terminlich nicht zur Verfügung stand.
An den US-amerikanische Kinokassen spielte der Film weniger als eine Million US-Dollar ein.
Bis 2012 war der Film in Deutschland indiziert. Nach einer Neuprüfung der FSK erhielt er in der ungekürzten Fassung die Freigabe ab 16 Jahren.